# RAVEN (アパレルブランド)
ブランドRAVEN（レイヴン）はアパレルバイヤーの吉田隆也、 美容師の倉家千明、 デザイナーの浅尾行信によって結成された。異なる世界に住む3人が各々の感性と感覚を武器にブランドの世界観を構築。2007年2月14日、T-shirtのみに特化したFirst Series 『〜a ceremony 』（儀式）を発表。
First Series 『〜a ceremony 』（儀式）の販売完了と共に急遽活動を停止。様々な動きの中から見えてきたものを血肉とすべく、各々の活動の中から交友関係と活動の場を広げている。
現在新シリーズの発表は行っておらず活動は休止中。

## 沿革
2006年
- 10月10日　ブランドRAVEN結成
- 11月10日　藤井をメンバーに加える

2007年
- 02月14日　First Series 『〜a ceremony 』（儀式）
- 03月13日　藤井脱退
- 04月01日　『〜a ceremony 』製品販売終了
- 06月15日　活動停止を発表

## First Collection [sensation] 07's/s　アイテム
- Dot skull_t-shirt（black）
- 'R' note skull_t-shirt（red）
- 'R' note skull_t-shirt（pink）
- RAVEN cafe_t-shirt（darkgreen）
- chocolate_t-shirt（white）
- cobain_t-shirt（white）
- raglan sleeve_t-shirt（lightpink×black）
- raglan sleeve_t-shirt（white×black）
- v-neck emblem_t-shirt（light pink）